# 펑크 패션

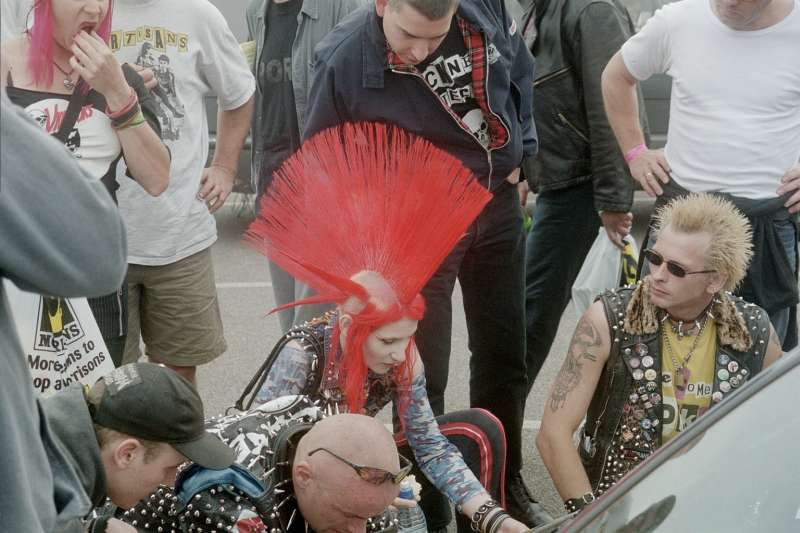
리바이벌 이후의 펑크 패션

펑크 패션(Punk Fashion)은 패션의 일종이며, 그로부터 비롯되는 여러 가지 문화 현상을 가리키는 말. 단지 '펑크'라고 표기되는 경우도 있다. 원래는 펑크 락으로부터 파생했지만, 현재는 음악과는 다른 움직임로서 인식되어 이 패션의 애호자들 중에서는 펑크 락에는 관심이 없는 사람도 많다.

## 개요
1970년대 후반, 런던에서 비비안 웨스트우드의 브랜드를 취급하고 있던 가게의 경영자 말콤 마크라렌이 멤버를 모아 결성했다고 여겨지는 섹스 피스톨즈의 의상에서 발단했다. 말콤은 뉴욕 돌스의 매니저를 만난 리처드 헬의 옷차림에 감명을 받아 거기에 안전핀이나 캔배지 등을 발라 더하는 것으로, 섹스 피스톨즈의 패션을 완성시켰다.
고급 브랜드인 비비안 웨스트우드의 전신 세디셔너리스는 일본에서 펑크 패션의 대명사와 같지만, 섹스 피스톨즈의 의상은 대부분이 손수 만든 싸구려였다고 한다 (비비안 웨스트우드와 제일 깊은 관계가 있던 존 라이든만이 비비안에 가제 셔츠 등의 고가의 양복을 양보해 주고 있었다). 그러나 존 라이든에 의하면, 존이 스스로 어레인지한 옷이 수주일 후에는 'SEX'에 줄지어 있었다고 한다. 즉, 일반인이라도 흉내내는 것이 간단하고, 의상이기보다는 평상복에 가까운 심플한 패션 스타일이었다. 그들의 음악 정신을 강하게 느낄 수 있는 스타일인 것과 더불어어, 젊은이들의 사이에 이 패션은 확대되었다.
덧붙여서, 본문 사진에 있는 전형적 펑크 패션(원색에 물들인 머리카락을 거꾸로 세우는 모히칸 헤어스타일이나 대머리로 하는 가죽 쟌에 압정을 치는 등)는 80년대에 영국 교외에서 대유행한 펑크 리바이벌/하드코어 펑크 이후의 것이며, 70년대의 펑크에서는 볼 수 없다.

## 연상되는 스타일
전술한 카리스마, 섹스 피스톨즈의 전형적인 스타일. 잠버릇과 같은 머리카락, 찢은 셔츠나 진즈 등으로 몸을 감쌌으며, 체인, 안전핀 등을 액세서리로 하였으며, 자주 반항적이고 과격한 이미지를 강조한다. 여성의 경우는 코르셋이나 노예 등을 도입한 아이템이나, 미니스커트 등을 입는다. 머리 모양은 머리카락 색을 화려하게 물들이는 것 외, 베리쇼트 등도 많다. 그 밖에, 압정 치는 것의 검은 가죽 점퍼나 가는 팬츠, 리스트밴드나 실버 액세서리 등도 더해진 것이 있다. 그러나 펑크 로커의 대부분이 이러한 패션을 하는 것은 아니고, 또 펑크 패션을 하는 사람이 펑크 로커라고는 할 수 없다.
또, 리바이벌 이후의 펑크 패션에서는 촉루(스컬)가 모티프로서 사용된 적이 자주 있다. 촉루는 옛부터 '메멘토 모리(죽음을 생각해라)' 등 죽음의 상징으로서 알려져 있다. 하지만 펑크 패션에서는 죽음보다, 촉루는 반전의 상징으로서의 쓰이는 경우가 많다. 그리고, 철학적으로 취급되는 일보다 해학적인 블랙 조크로서의, 냉소적으로 쓰이기 십상이다.
70년대에 비비안 웨스트우드의 브랜드 '세디셔너리스'가 나치스의 심볼인 하켄크로이츠를 도입한 셔츠, T셔츠를 팔기 시작한 것을 계기로, 구미의 펑크족의 사이에 하켄크로이츠를 패션에 도입하는 사람이 여럿 나타났다. 그러나 파시즘이나 나치즘에 대한 찬양이 금지되고 있는 구미에서는 후에 이것이 문제가 되어, 일반인 중에는 펑크 패션의 젊은이와 신나치주의를 동일시하는 사람이 나타나 안에는 그 편견을 가진 채로 펑크 패션을 시작한 네오나치의 젊은이도 여럿 나타났다. 그러나 1981년에 미국의 펑크 밴드 데드 케네디스가 'Nazi Punks Fuck Off!'라는 곡을 공개한 것을 계기로, 많은 펑크족들의 사이에 나치스의 상징을 도입하는 것은 펑크답지 않다고 생각하게 되어, 하켄크로이츠를 패션에 도입하는 것을 그만두기 시작했다. (그러나 이 곡은 반나치·반파시즘을 구가한 것은 아니고 당시의 체육회계 하드코어 펑크족를 나치나 군대 같다고 야유한 곡이다.) 한층 더 그 움직임을 만든 세디셔너리스도 하켄크로이츠를 도입한 패션을 판매하는 것을 그만두었으므로, 현재 구미에서는 하켄크로이츠를 도입한 펑크 패션은 판매되지 않는다(그러나 파시즘이나 나치즘에 대한 찬양이 금지되지 않은 일본에서는 아직도 하켄크로이츠가 붙어 있는 세디셔너리스의 T셔츠가 팔리고 있다).

## 일본의 펑크 패션
- 일본에서는 해외보다 통상의 락과 펑크가 혼동되는 경향이 강하다.
- 2000년대에는 야자와 아이의 만화 'NANA'의 캐릭터의 복장이 한층 더 펑크 패션(동시에 고스로리)의 지명도를 올렸다. 작품 중에서도 주인공 중 한 사람인 오사키 나나와 혼죠 렌의 연인 관계에, 섹스 피스톨즈의 시드 비셔스와 연인 낭시의 관계와의 유사를 시사하는 묘사나, 비비안 웨스트우드의 실재하는 복식을 등장시키는 등의 오마주가 보여진다.
- 하드코어 펑크족 사이에서는 크러스트 팬츠라는 찢어진 슬림 진즈에 패치를 꿰맨 것을 착용하고 있는 인물도 많이 볼 수 있다.
- 압정 쟌으로 불리는 가죽 라이더 자켓에 압정을 달고, 밴드명을 페인트 칠한 것은 DIY 정신에 따라 손수 만든 것이 주류이다.
- 구미에서는 펑크 패션이라고 하면 80년대에 영국 교외에서 대유행한 펑크 리바이벌/하드코어 펑크의 스타일이 주류이지만, 일본은 구미와 달리 펑크 리바이벌/하드코어 펑크의 스타일은 물론, 70년대의 오리지널 UK펑크의 스타일을 좋아하는 것이 대세이다.
- 일본의 연예계에서는 사와다 켄지가 디자이너 하야카와 타케지와의 콜라보레이션을 통해 재빨리 펑크 패션을 의상에 도입했다(1977년에는 홍백가합전에서 수갑에 면도칼의 피어스, 1978년은 '사무라이'에서 하켄크로이츠의 완장을 붙인 가죽 쟌을 착용).

## 고딕 로리타와의 관계
같은 서브 컬쳐로서 다루어지는 것이 많으며, 상술한 'NANA'나, 서브컬쳐계의 잡지 등에서 함께 취급되는 것이 많았던 고딕 로리타(고스로리) 패션과의 관련성이 최근 강해지고 있다. 그 때문에, 본래 완전히 별개여야 할 고스로리와의 아류적인 카테고리가 태어나고 있어 최근의 일본에서는 펑크 패션이나 고스로리보다 사람층은 많다고 생각된다. 그러나 일반적으로 지명도는 낮고 '펑크 패션'이나 '고스로리 패션'이라고 통칭되는 현상이 나타난다. 그것들은 '고스판' '로리판' 등으로 불리며, 그러한 디자인은 '펑크 패션'이 유사점이 많다.

## 같이 보기
- 고딕 로리타
- NANA
- 향나
- 펑크 (서브 컬쳐)